# Casa de Danneskiold-Samsøe
La Casa de Danneskiold-Samsøe es una familia danesa de alta nobleza asociada con la Familia Real Danesa, y que anteriormente tenía la isla de Samsø como feudo.
Por regulación estatutaria real, los condes Danneskiold-Samsøe y sus descendientes de línea masculina están clasificados como los segundos nobles más altos de Dinamarca, solo superados por los condes de Rosenborg, que también descienden de los reyes daneses. Con plaza en la 1ª Clase No. 13, tienen derecho al tratamiento protocolario de «Su Excelencia».
La familia utiliza una grafía tradicional del apellido; una grafía moderna sería Danneskjold-Samsø. 

## Historia
El nombre se creó para varios descendientes de monarcas daneses de la Casa de Oldenburgo, nacidos de sus enlaces con amantes reales.  Los primeros con el apellido fueron los hijos del matrimonio en 1677 entre la condesa Antoinette von Aldenburg y Ulrik Frederik Gyldenløve, conde de Laurvig, célebre general (noruego) e hijo de Federico III de Dinamarca con su amante Margrethe Pape. El rey Cristián V, hermanastro del conde, concedió un título comital a todos sus descendientes por línea masculina. 
Los siguientes a los que se les concedió fueron todos los hijos de Christian Gyldenløve, conde de Samsø, hijo mayor de Cristián V con su amante Sophie Amalie Moth en 1696. Se casó con su prima, la condesa Antoinette Augusta von Aldenburg (1660-1701) (hija mayor del conde Anton I von Aldenburg und Knyphausen y su primera esposa, la condesa Auguste Johanna zu Sayn-Wittgenstein-Hohenstein, a su vez hijo legítimo de Anton Gunther, último conde independiente de Oldenburgo). La línea masculina Danneskiold-Laurvigen se extinguió en 1783, y el condado de Laurvig fue heredado a través de una heredera por la noble línea danesa de la familia Ahlefeldt. En 1786, François Xavier Joseph Gyldenløve, segundo conde de Løvendal, bisnieto del primer matrimonio del conde Ulrik Frederik, recibió también el apellido Danneskiold; pero esta rama Danneskiold-Løvendal también se extinguió en su línea masculina a la muerte de su hijo sin descendencia en 1829. El primer matrimonio del conde Christian sólo produjo hijas, pero la descendencia de su segundo matrimonio sucedió al condado de Samsø y continúa en línea masculina, llevando el apellido «Danneskiold-Samsøe». 
Desde 1829, todos los Danneskiold descienden del hijo mayor de Christian V y su amante Sofie Amalie Moth (1654-1719), a quien el rey elevó a la categoría de primera Lensgrevinde til Samsø («Condesa de Samsø»). Una descendiente, la condesa Frederikke Louise Danneskiold-Samsøe (1699-1744), se casó con su pariente Cristián Augusto I de Schleswig-Holstein-Sonderburg-Augustenburg (1696-1754), un duque dividido, y de cuyo matrimonio descienden todos los futuros Augustenburg. 
La actual familia comital cuenta entre sus parientes ligados por ascendencia con las familias nobles Ahlefeldt, Frijs-Frijsenborg, Kaas, Trolle, Ulfeldt, Huitfeldt, Sehested, Gyldenstierne, Rosenkrantz, Rantzau, Reventlow, Brahe, Grubbe, Krag til Juellund y Krag-Juel-Vind-Frijs. La actual cabeza de familia es Mikkel Archibald Valdemar Christian Conde Danneskiold-Samsoe, con el tratamiento de Excelencia.